# Prosantorhinus
Prosantorhinus — вимерлий рід носорогів нижнього та середнього міоцену. Малий телеоцератиновий носорог був знайдений у Західній Європі та Азії.

## Опис
Позанторинус був твариною такого ж розміру, що й суматранський носоріг, його висота в плечах становила близько 130 см, а довжина — близько 290 см, однак оцінки ваги значно більші через його значно глибші груди.
Тіло Posantorhinus є більш товстим, ніж у інших носорогів, додаючи до того, що корінні зуби Posantorhinus, здавалося б, припускають, що Posantorhinus вів напівводний спосіб життя, подібний до бегемота, можливо, харчуючись прісноводними рослинами.
Груба текстура на кінчику його морди може свідчити про існування одного, можливо, двох маленьких рогів, однак традиційно його реконструювали з м'ясистим горбком.